# Две старије куће и Горњокрајска чесма
Две старије куће и Горњокрајска чесма прредстављају просторно културно-историјску целину од великог значаја и налазе се у Горњој Белој Реци, на територији општине Зајечар.

## Историја
Кућа Гаврила Богосављевића подигнута је крајем 19. века, а кућа Јована Крстића 1903. године. Горњокрајска чесма је изграђена 1882. године, чему сведочи натпис на каменој плочи. 

## Положај и изглед
Обе куће и стара чесма су објекти народног градитељства и позиционирани око раскрснице на мањем руралном простору. Куће Гаврила Богосављевића и Јована Крстића спадају међу најстарије куће у Горњој Белој Реци. Кућа Гаврила Богосављевића са угаоним тремом, собом и подрумом задржала је особине косовске куће са ајатом. Кућа Јована Крстића је сложенија и већа са елементима куће моравског типа код угаоног истуреног трема са аркадама. У обема кућама су сачувана стара огњишта. Грађене су делом каменом, а делом у систему чатмаре или кованице. Горњокрајска чесма је рустичног изгледа.